# Ana Consuelo Gómez
Ana Consuelo Gómez Caballero (Bogotá, 11 de diciembre de 1943-Bogotá, 18 de junio de 2019) fue una bailarina, gestora cultural y profesora colombiana. Fue directora del Ballet de Ana Pavlova.

## Biografía
Nacida en Bogotá en 1943. Fue hija de la bailarina Ana Caballero de Gómez desde muy niña se interesó a seguir los pasos de su madre. Posteriormente se formó en Nueva York en The School of American Ballet y en el Conservatorio Nacional Superior de Música y Danza de París; realizó estudios complementarios de técnica de Martha Graham, José Limón, Lester Horton, flamenco, Jazz (baile) y danzas orientales.
Su quehacer no solo se centró en la ejecución y montaje del repertorio clásico como El lago de los cisnes, El Cascanueces, Don Quijote (ballet), La Cenicienta (Prokofiev), Blancanieves (ballet), entre otros, sino que también se destacó por la construcción de puentes entre la danza y la literatura como lo hizo con la puesta en escena del Retrato de Dorian Gray. Con su Compañía de Danza Experimental de Bogotá, creada en 2003, deconstruyó la técnica clásica poniéndola al servicio de la interpretación. Impartió conferencias como La danza se lee, así como El ballet en la época romántica y su tránsito por la modernidad en la danza folclórica colombiana. Falleció en Bogotá el 18 de junio de 2019 a los setenta y cinco años a causa de un cáncer de estómago.